# Рајна-Мајна
Рајна-Мајна, или Франкфурт/Рајна-Мајна, је привредни регион и градска агломерација на ушћу реке Мајна у Рајну. Обухвата јужни део немачке савезне државе Хесен, као и делове суседних држава Рајна-Палатинат и Баварска (Доња Франачка). У зависности од дефиниције представља други или трећи највећи метрополитенски регион у Немачкој. Овај регион бележи сталан прилив становништва. 
У централном делу области живи 2,2 милиона становника на површини од 2.500 km². Ако се регион посматра шире, онда на површини од 14.800 km² живи 5,5 милиона становника. 

## Градови
Економски и политички најважнији градови региона су: Франкфурт на Мајни, Висбаден, Дармштат и Мајнц. Функционално и географско чвориште региона је Франкфурт на Мајни.
Остали градски центри региона су: Риселсхајм, Бад Хомбург, Офенбах, Ханау, Ашафенбург и, у зависности од дефиниције граница регије, Марбург, Гисен, Лимбург и Вецлар.
Регионална приградска железница (S-Bahn Rhein-Main) повезује градове од Висбадена и Мајнца на западу, до Ашафенбурга на истоку, од Фридберга и Бад Наухајма на северу, до Дармштата на југу. Ово подручје покрива површину од 5.500 km² где живи 3,4 милиона становника. 